# Sanlorenzo
Sanlorenzo Yacht  è una società per azioni italiana specializzata nella produzione di yacht, con sede ad Ameglia.
La società è quotata sul MTA di Borsa Italiana. La sede principale è situata ad Ameglia; altre unità produttive hanno sede a Viareggio, a Massa e a La Spezia.

## Storia
Fondato nel 1958 da Gianfranco Cecchi e Giuliano Pecchia che aprirono il primo cantiere navale vicino a Firenze, il cantiere Sanlorenzo fu rilevato nel 1972 da Giovanni Jannetti che varò la prima barca con scafo in vetroresina nel 1985 e trasferì la sede ad Ameglia (SP) nel 1999. Nel 2005 ha preso il testimone Massimo Perotti, attuale Presidente Esecutivo. Sanlorenzo ha nel 2021 quattro stabilimenti produttivi in Italia ad Ameglia, La Spezia, Viareggio e Massa, ma opera in tutto il mondo attraverso i rappresentanti del marchio.
Rilevata nel 1974 da Giovanni Jannetti, l’azienda allora chiamata “Cantieri navali Sanlorenzo” lanciò nel 1985 la prima barca con scafo in fibra di vetro e spostò la propria sede nel 1999 ad Ameglia (SP).
Nel 2005 Massimo Perotti acquisisce da Giovanni Jannetti la quota di maggioranza di Cantieri Navali Sanlorenzo Spa e ridenominare la società Sanlorenzo Spa.
Nel 2007 apre il cantiere di Viareggio con lo scopo di ospitare la produzione di yacht in vetroresina con una lunghezza di oltre 30 metri. Lo stesso anno vede anche il varo degli yacht SD92 e 40Alloy.
Sanlorenzo vara nel 2013 lo SL118, yacht che diventa l'ammiraglia della gamma Sanlorenzo in vetroresina, mentre nel 2015 vengono varati 460Exp e SL86.
Nel 2016 arriva la decisione di acquistare il sito produttivo di La Spezia, sede di Sanlorenzo Superyachts, e l'apertura di un centro di ricerca e sviluppo per la creazione di nuovi modelli a Massa.
Nel 2018 Bluegame, specializzata nella progettazione e produzione di sport utility yacht, entra a far parte delle partecipazioni del Gruppo Sanlorenzo.
Dal 2019 Sanlorenzo è quotata alla Borsa di Milano Segmento STAR.